# Иполита Тривулцио
Иполита Тривулцио (на италиански: Ippolita Trivulzio; * 1600, Палат „Тривулцио“, Милано, Миланско херцогство, † 20 юни 1638, Княжески дворец, Монако, Княжество Монако) е италианска благородничка. Тя е съпруга на Оноре II от Монако и е първата владетелка на Монако, която носи титлата „принцеса“. Преди това има единствено титлата „Господарка-консорт на Монако“.
Иполита е пряка предшественичка на сегашния управляващ владетел на Монако Алберт II.

## Произход
Семейството на Иполита произхожда от Милано. Тя е дъщеря на Карло Емануеле Теодоро Тривулцио (Теодор VIII; * 1565, † 1605), граф на Мелцо и Музоко, господар на Кастелдзевио и Кодоньо от благородническия ломбардски род Тривулцио, и на съпругата му Катерина Гонзага (* 1574 † 1615?) от Гонзага ди Кастел Гофредо – кадетска линия на Дом Гонзага. Има трима братя: 
- Джан Джакомо Теодоро (* 1596, † 1656), кардинал (1629), вицекрал на Арагон, на Сицилия, на Сардиния, губернатор на Милано (1655).[5] Съпруг на Джована Мария Грималди (сестра на съпруга на Иполита Оноре II).
- Джеронимо
- Алфонсо (* 1600, † 1621).

## Биография
На 13 февруари 1616 г. Иполита се омъжва в Милано (договор) за Оноре II. Оноре II е член на Дом Грималди – суверенни владетели на Княжество Монако от XIII век. През 1615 г. той се завръща в Монако от Милано, където е прекарал детството си при чичо си-испанец. Бракът му с Иполита, която е зълва на сестра му Жана, е просто и очевидно решение на въпроса за наследник. Иполита е „скромна, стройна тъмнокоса красавица, възпитана от монахини“. Съпругът й е много благочестив и домошар и бракът е щастлив.

Когато Оноре II възстановява резиденцията си, като прави частен дворец от средновековна крепост, той въвежда няколко придворни обичая и официални религиозни устави, за да създаде чувство за национално единство с населението на Монако и аура на монархия. Иполита играе по-голяма роля в управлението от своите предшественички.
Умира на 38 г. в Монако. Първоначално е погребана в криптата на Катедралата на Непорочното зачатие в Монако, а на 4 ноември 1966 г. тленните ѝ останки са преместени с решение на принц Рение III.

## Потомство
Иполита и Оноре II имат един син:
- Еркюл Грималди (* 16243, † 2 август 1651 в битка), маркиз на Бо (1643 – 1651), женен за Мария Аурелия Спинола, от която има четири деца.